# Willi Reimann
Willi Reimann (* 24. prosince 1949, Fürstenau) je bývalý německý fotbalista, útočník. Po skončení aktivní kariéry působil jako trenér.

## Fotbalová kariéra
V bundeslize hrál za Hamburger SV, nastoupil ve 287 ligových utkáních a dal 93 gólů. S Hamburger SV vyhrál v roce 1977 Pohár vítězů pohárů, v roce 1979 bundesligu a v roce 1976 německý fotbalový pohár. V Poháru mistrů evropských zemí nastoupil v 7 utkáních a dal 1 gól, Poháru vítězů pohárů nastoupil ve 12 utkáních a dal 6 gólů  a v Poháru UEFA nastoupil v 19 utkáních a dal 5 gólů. 

## Ligová bilance
| Ročník                                 | Zápasy | Góly | Klub         |
| -------------------------------------- | ------ | ---- | ------------ |
| Německá fotbalová Bundesliga 1970/1971 | 22     | 7    | Hannover 96  |
| Německá fotbalová Bundesliga 1971/1972 | 29     | 8    | Hannover 96  |
| Německá fotbalová Bundesliga 1972/1973 | 31     | 14   | Hannover 96  |
| Německá fotbalová Bundesliga 1973/1974 | 30     | 15   | Hannover 96  |
| Německá fotbalová Bundesliga 1974/1975 | 23     | 8    | Hamburger SV |
| Německá fotbalová Bundesliga 1975/1976 | 22     | 7    | Hamburger SV |
| Německá fotbalová Bundesliga 1976/1977 | 34     | 15   | Hamburger SV |
| Německá fotbalová Bundesliga 1977/1978 | 21     | 3    | Hamburger SV |
| Německá fotbalová Bundesliga 1978/1979 | 26     | 5    | Hamburger SV |
| Německá fotbalová Bundesliga 1979/1980 | 30     | 6    | Hamburger SV |
| Německá fotbalová Bundesliga 1980/1981 | 19     | 5    | Hamburger SV |
| CELKEM Německá fotbalová Bundesliga    | 287    | 93   |              |